# Normovaná algebra s dělením
Normovaná algebra s dělením A, nazývaná též Hurwitzova algebra, je taková algebra s dělením nad reálnými čísly nebo komplexními čísly, která je současně také normovaný vektorový prostor, vybavený normou || · || splňující následující vlastnosti:
{\displaystyle \|xy\|=\|x\|\|y\|}  pro všechna x a y, která jsou prvkem v A.
Tato vlastnost se též nazývá kompozice či skládání, a proto jsou normované algebry s dělením též nazývané složené algebry.  Ačkoliv definice připouští normované algebry s dělením o nekonečném počtu dimenzí, fakticky tento případ nenastává. Jedinými typy normovaných algeber s dělením nad reálnými čísly (až na isomorfismus) jsou:
- reálná čísla, označovaná R
- komplexní čísla, označovaná C
- kvaterniony, označované H
- oktoniony, označované O,

což je obsahem tvrzení známého jako Hurwitzův teorém. Ve všech uvedených případech je norma definovaná pomocí  absolutní hodnoty. Dodejme, že prvé tři typy čísel jsou vlastně asociativními algebrami, zatímco oktoniony tvoří alternující algebru (určitá slabší forma asociativity).
Jedinou možnou asociativní normovanou algebru s dělením nad komplexními čísly představují komplexní čísla samotná.[zdroj?]

## Fyzikální význam
Hurwitzovy algebry nejsou jen jednou z mnoha formálně zavedených matematických struktur, ale korespondují s jednotlivými typy Lieových grup, které matematicky reprezentují pro fyziku významné spojité symetrie. Zejména oktoniony mají řadu pozoruhodných vlastností, neboť korespondují s řadou výlučných matematických objektů – např. pěti typy výlučných Lieových grup. Na tom je založen tzv. "oktonionický boom" v teoretické fyzice, zejména pak částicové fyzice (úsilí o "velké sjednocení" elementárních sil a interakcí, tzv. "teorie všeho").